# Caesarea in Bithynia
Caesarea in Bithynia (łac. Diœcesis Cæsariensis in Bithynia) – stolica historycznej diecezji w Cesarstwie Rzymskim (prowincja Bitinia I), współcześnie w Turcji. Pierwsze wzmianki o diecezji pochodzą z IV wieku. Od XV wieku była katolickim biskupstwem tytularnym, ostatni wzmiankowany biskup (Alfonso Aguayo OSB) został mianowany w 1672. W 1933 Pius XI ponownie zaliczył Cezareę do diecezji tytularnych, jednak od 1982 nie posiada ona biskupa.

## Biskupi tytularni (od 1933)
| Lp. | Biskup            | Od               | Do              |
| --- | ----------------- | ---------------- | --------------- |
| 1   | Anthony Pesce CP  | 10 maja 1951     | 25 marca 1953   |
| 2   | Giovanni Sismondo | 30 września 1954 | 21 lutego 1955  |
| 3   | Secondo Chiocca   | 15 kwietnia 1955 | 5 stycznia 1982 |